# Recurvidris kemneri
Recurvidris kemneri is een mierensoort uit de onderfamilie van de Myrmicinae. De wetenschappelijke naam van de soort is voor het eerst geldig gepubliceerd in 1954 door Wheeler, G.C. & Wheeler, J..